# Теофіл Мітчелл Прадден
Теофіл Мітчелл Прадден (1849 — 10 квітня 1924) — американський патолог, який народився в Міддлбері, штат Коннектикут. Він закінчив Шеффілдську наукову школу Єльського університету 1872 року та отримав ступінь доктор наук в Єльській школі медицини 1875 року. Він став асистентом (1879) і був професором патології (1892—1909) у коледжі лікарів та хірургів Колумбійського університету. 1901 року його зробили директором Інституту Рокфеллера з медичних досліджень.
Він помер у своєму будинку в Нью-Йорку 10 квітня 1924 року.

## Книги
- Посібник зі звичайної гістології (1881)
- Довідник з патологічної анатомії та гістології (1885; дев'яте видання, 1911), з Ф. Делафілдом
- Історія бактерії (1889)
- Пил та його небезпека (1891)
- Товари для питної води та льоду (1891)
- На Великому американському плато